# قره‌تپه (چایپاره)
قره‌تپه، روستایی است در بخش حاجیلار ، شهرستان چایپاره در استان آذربایجان غربی ایران.

## جمعیت
این روستا در دهستان حاجیلار شمالی قرار داشته و بر اساس سرشماری سال ۱۳۸۵ جمعیت آن ۹۴نفر (۱۹ خانوار) 
بوده است.